# McClain Sisters
McClain (antigamente 3McClainGirls e McClain Sisters) é um grupo feminino americano de Pop e R&B, formado em Atlanta, Georgia (EUA), em 2004. O grupo é composto pelas irmãs, China Anne McClain, Sierra Aylina McClain e Lauryn Alisa McClain. Elas assinaram com a Hollywood Records em 2011, onde lançaram o single de estreia "Go" em novembro de 2012.

## Carreira Musical
O grupo reside em Los Angeles. Em 14 de Junho de 2011, assinaram um contrato com a Hollywood Records. O primeiro single do grupo foi "Rise", foi lançado na iTunes Store em 23 de março de 2012. O vídeo foi lançado em 26 de março, durante um episódio de Austin & Ally. O vídeo estreou no dia seguinte no canal oficial da VEVO.
Em 2 de Novembro, elas o segundo single do grupo, intitulado "Go", estreou na Radio Disney. E foi performado pelas irmãs no episódio "chANTs of a lifetime", da série original do Disney Channel, Programa de Talentos.

## Discografia

### Singles
| Título | Ano  | Posição | Album |
| Título | Ano  | US      | Album |
| ------ | ---- | ------- | ----- |
| "Go"   | 2012 | —       | TBA   |

### Singles Promocionais
| Título | Ano  | Posição | Album      |
| Título | Ano  | US      | Album      |
| ------ | ---- | ------- | ---------- |
| "Rise" | 2012 | —       | Chimpanzee |

### Outras Aparições
| Canção               | Ano  | Album       |
| -------------------- | ---- | ----------- |
| "Perfect Mistake"    | 2011 | A.N.T. Farm |
| "Electronic Apology" | 2011 | A.N.T. Farm |